# Edogawabashi (metropolitana di Tokyo)
Edogawabashi (江戸川橋駅?, Edogawabashi-eki) è una stazione della metropolitana di Tokyo, si trova a Bunkyō. La stazione è servita dalla linea Yūrakuchō della Tokyo Metro.

## Struttura
La stazione è dotata di una piattaforma a isola con due binari.
| 1 | Linea Yūrakuchō | per Iidabashi, Yūrakuchō e Shin-Kiba        |
| 2 | Linea Yūrakuchō | per Ikebukuro, Wakōshi, Shinrinkōen e Hannō |

## Stazioni adiacenti
| «               | Servizio        | »               |
| Linea Yūrakuchō | Linea Yūrakuchō | Linea Yūrakuchō |
| --------------- | --------------- | --------------- |
| Gokokuji        | -               | Iidabashi       |